# ورث زردنما
ورث زردنما (نام علمی: Reseda luteola) نام یک گونه از سرده اسپرک است.

## نگارخانه

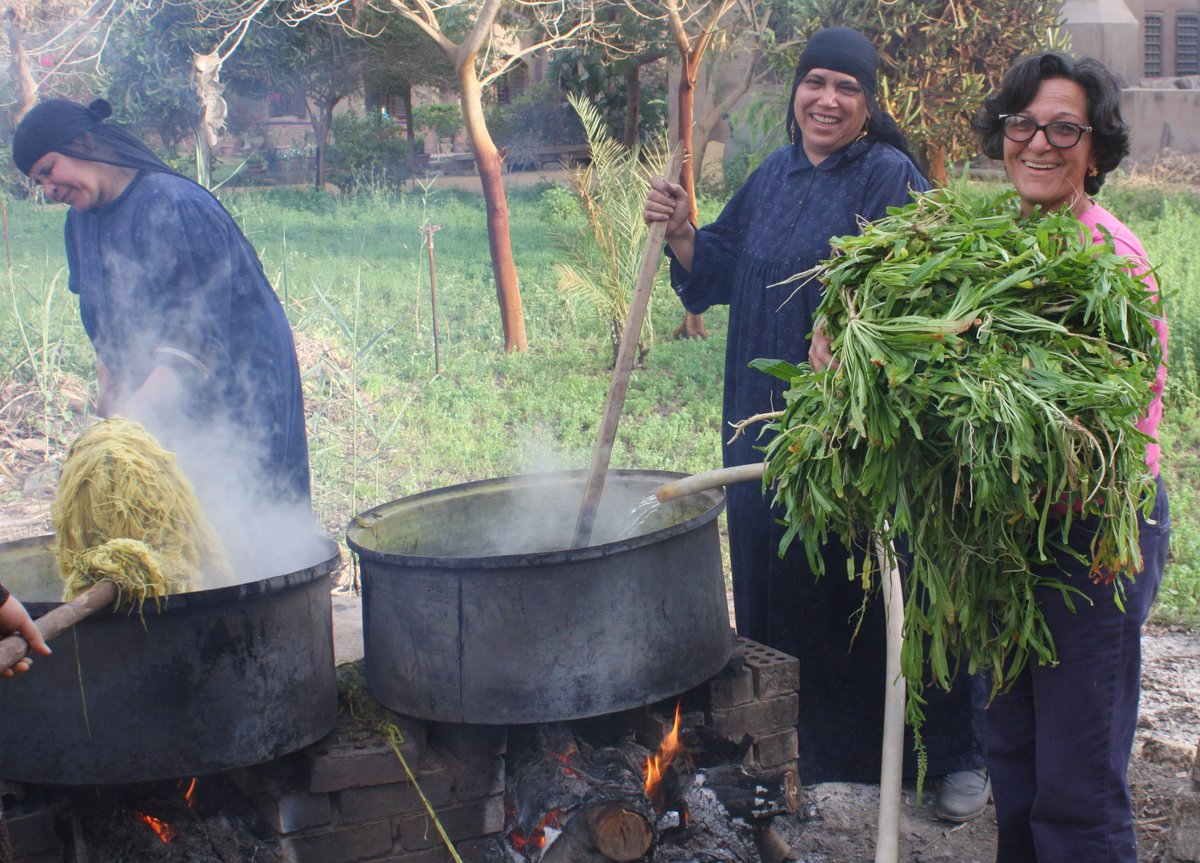
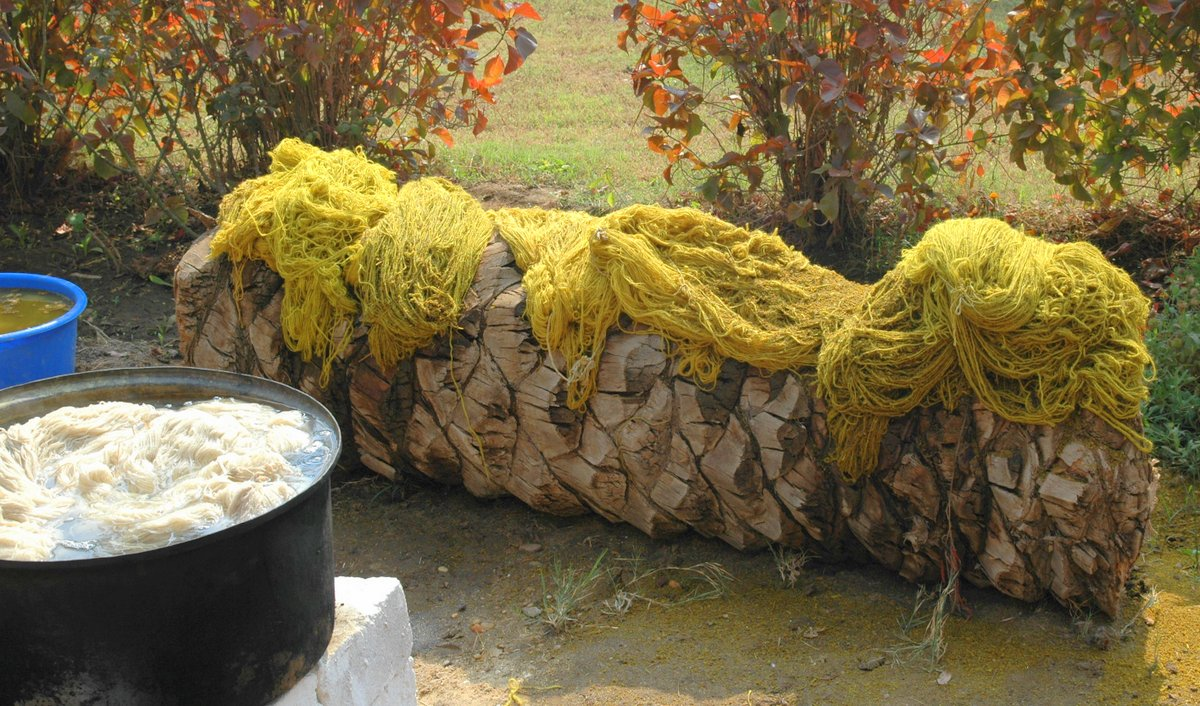